# Vikingemuseet Ladby
Vikingemuseet Ladby er et kulturhistorisk museum i Kerteminde på Fyn. Museet udstiller Ladbyskibet, der er den eneste bevarede skibsbegravelse fra vikingetiden. Skibet blev fundet i 1935 og stammer fra mellem 900 og 950 e.Kr.
Udstillingen af skibet er opbygget i den gravhøj, hvori skibet blev fundet, så det ikke er flyttet. Selve museet ligger i en gård tæt ved og indeholder en udstilling om vikingetiden. Museet ejes af Nationalmuseet, men bliver drevet af Østfyns Museer.

## Historie
Skibet blev fundet af en bonde, der under en pløjning stødte på nogle store sten i højen. Amatørarkæologen Poul Helweg Mikkelsen begyndte at udgrave højen, hvor han stødte på skibet. Han betalte for udgravningen, som blev færdiggjort i 1936. I 1937 blev der etableret en betonhvælving, hvorefter det blev overdraget til Nationalmuseet. Nogle år senere blev gården, der i dag er museum, flytter nærmere højen. Fra 1949 var det museumskustodens bolig. I 1984-85 blev der installeret et klimaanlæg i højen efter en donation fra A.P. Møller og Hustru Chastine Mc-Kinney Møllers Fond til almene Formaal.
I 1994 blev driften af museet overdraget fra Nationalmuseet til Østfyns Museer, selv om Nationalmuseet stadig ejer gravhøjen og skibet. Da Kerteminde Museum fik overdraget Langeskov og Munkebo Kommune som ansvarsområde, blev den arkæologiske afdeling placering i bygningen ved Ladbyskibet. Endnu en donation fra A.P. Møllers fond gjorde det muligt at etablere en kælder i 1997-98, som yderligere sikrede fortidsmindet.
I 2007 blev der indviet en tilbygning til museet, hvor en del af de genstande, som blev fundet ved den oprindelige udgravning, blev overdraget fra Nationalmuseet til Vikingemuseet Ladby.
I 2011 begyndte museet at bygge et rekonstruktion af Ladbyskibet i fuld størrelse. Vikingeskibsmuseet i Roskilde, der har lavet flere rekonstruktioner af historiske skibe, har fungeret som konsulenter. Rekonstruktionen var færdiggjort og blev søsat den lørdag den 14. maj 2016, hvor op mod 2000 mennesker overværede jomfrusejladsen.

## Revninge-kvinden
Revninge-kvinden blev fundet på en mark ved Revninge i april 2014 og er udstillet på museet. Den lille figur på 4,6 cm er lavet i sølv og dateret til omkring år 800.

## Galleri
- Ladbyskibet.
- Ladbyskibet i model 1:10.
- Revninge-kvinden.